# Your Everything
«Your Everything» — сингл в стиле кантри, записанный австралийским исполнителем кантри-музыки Китом Урбаном. Это второй сингл с одноимённого альбома и первый сингл в Top Five карьеры Кита. В чарте журнала Billboard композиция максимально поднималась на 4 место.

## Позиции в чартах
| Чарт 2000 года                              | Наивысшая позиция |
| ------------------------------------------- | ----------------- |
| U.S. Billboard Hot Country Singles & Tracks | 4                 |
| U.S. Billboard Hot 100                      | 51                |
| Canadian RPM Country Tracks                 | 20                |